# Thomas Gillespie
Thomas Cunningham Gillespie (ur. 14 grudnia 1892 w Alvington, zm. 18 października 1914 w La Bassée) – brytyjski wioślarz i oficer, srebrny medalista olimpijski. 
Kształcił się w Winchester College i New College Uniwersytetu Oksfordzkiego. Nigdy nie wziął udział w The Boat Race.
Wystąpił na igrzyskach olimpijskich w Sztokholmie w 1912, gdzie brytyjska osada New College w składzie: William Fison, William Parker, Thomas Gillespie, Beaufort Burdekin, Frederick Pitman, Arthur Wiggins, Charles Littlejohn, Robert Bourne i John Walker zdobyła srebrny medal w ósemkach. W finale przegrali z rodakami z osady Leander Club o 3,5 sekundy. Był to jego jedyny start olimpijski.
Po wybuchu I wojny światowej wstąpił do British Army, otrzymując przydział w King's Own Scottish Borderers w stopniu podporucznika. Wkrótce awansowany na porucznika. Zginął w walce 18 października 1914 roku w okolicach La Bassée. 